# Cel mai bun portar din lume

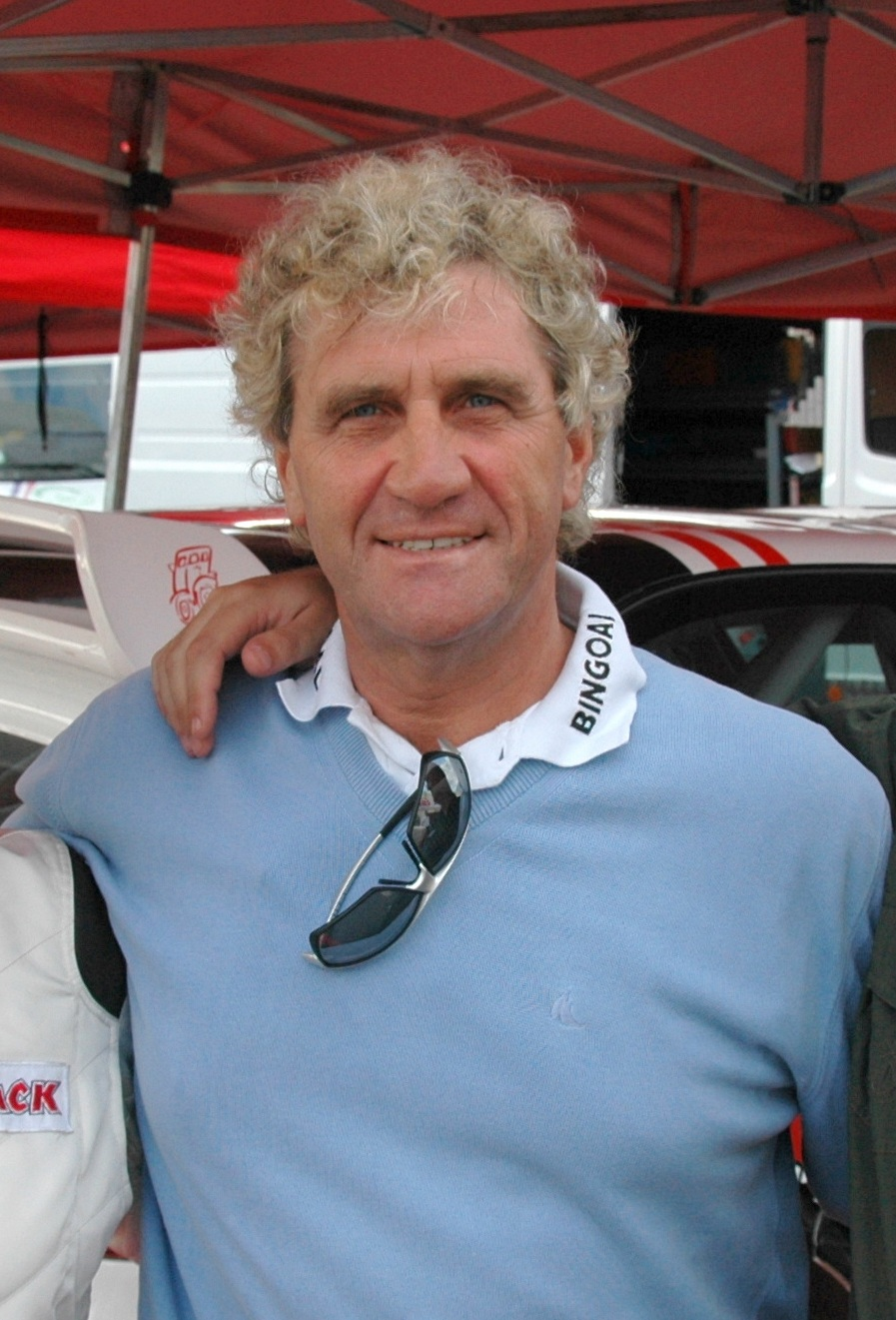
Jean-Marie Pfaff, cel mai bun portar al anului 1987, primul câștigător al trofeului

Cel mai bun portar din lume este un premiu din fotbal acordat anual, începând din 1987 celui mai remarcabil portar al anului votat de International Federation of Football History & Statistics (IFFHS). Voturile sunt exprimate de staff-ul editorial al IFFHS precum și de experți în domeniu de pe diferite continente. Italianul Gianluigi Buffon a fost desemnat cel mai bun portar al ultimului sfert de secol, 1987 - 2011.

## Lista câștigătorilor

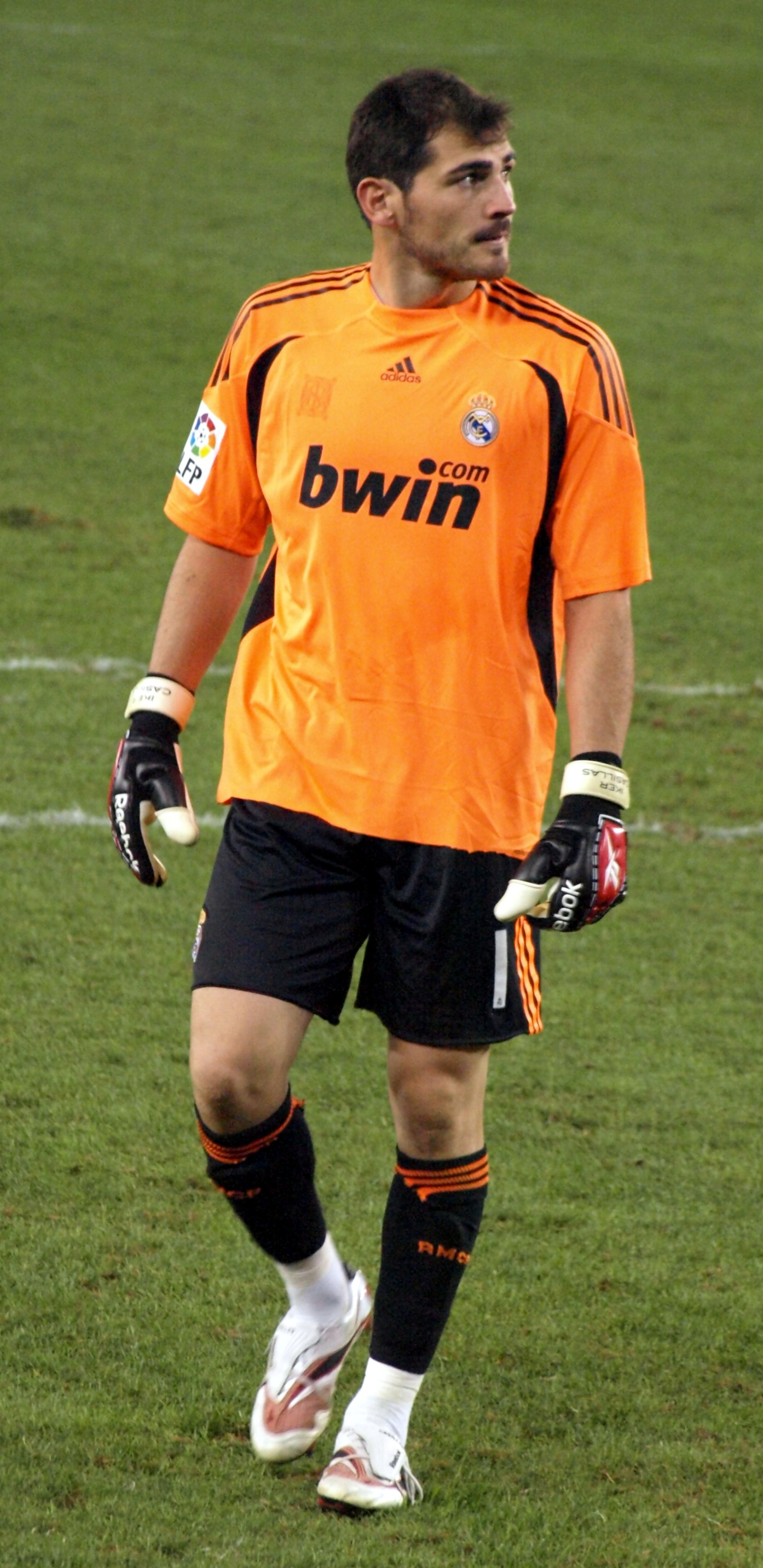
Iker Casillas, portarul anului 2012, câștigător a 5 trofee (consecutiv)

Premiul este acordat anual în luna ianuarie. Portarul câștigător este premiat cu un trofeu de aur la Gala Fotbalului Mondial. Spaniolul Iker Casillas a câștigat premiul de 5 ori consecutiv. Mai jos umrează lista tuturor câștigătorilor începând cu prima ediție în 1987.
| An   | Jucător             | Club              |
| ---- | ------------------- | ----------------- |
| 1987 | Jean-Marie Pfaff    | Bayern München    |
| 1988 | Rinat Dasaev        | Spartak Moscova   |
| 1989 | Walter Zenga        | Internazionale    |
| 1990 | Walter Zenga        | Internazionale    |
| 1991 | Walter Zenga        | Internazionale    |
| 1992 | Peter Schmeichel    | Manchester United |
| 1993 | Peter Schmeichel    | Manchester United |
| 1994 | Michel Preud'homme  | Mechelen          |
| 1995 | José Luis Chilavert | Vélez Sársfield   |
| 1996 | Andreas Köpke       | Marseille         |
| 1997 | José Luis Chilavert | Vélez Sársfield   |
| 1998 | José Luis Chilavert | Vélez Sársfield   |
| 1999 | Oliver Kahn         | Bayern München    |
| 2000 | Fabien Barthez      | Manchester United |
| 2001 | Oliver Kahn         | Bayern München    |
| 2002 | Oliver Kahn         | Bayern München    |
| 2003 | Gianluigi Buffon    | Juventus          |
| 2004 | Gianluigi Buffon    | Juventus          |
| 2005 | Petr Čech           | Chelsea           |
| 2006 | Gianluigi Buffon    | Juventus          |
| 2007 | Gianluigi Buffon    | Juventus          |
| 2008 | Iker Casillas       | Real Madrid       |
| 2009 | Iker Casillas       | Real Madrid       |
| 2010 | Iker Casillas       | Real Madrid       |
| 2011 | Iker Casillas       | Real Madrid       |
| 2012 | Iker Casillas       | Real Madrid       |
| 2013 | Manuel Neuer        | Bayern München    |
| 2014 | Manuel Neuer        | Bayern München    |
| 2015 | Manuel Neuer        | Bayern München    |
| 2016 | Manuel Neuer        | Bayern München    |
| 2017 | Gianluigi Buffon    | Juventus          |

## Portarul secolului

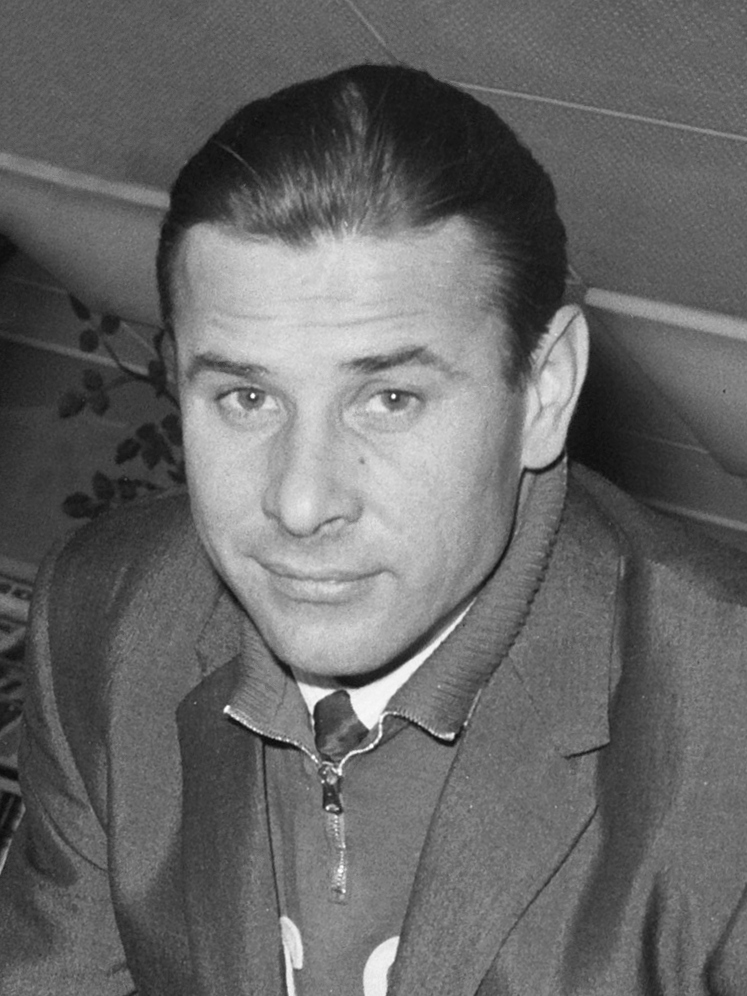
Lev Iașin, numit Portarul secolului de IFFHS

La sfârșitul secolului al XX-lea, IFFHS a desemnat Portarul secolului,  acesta fiind fotbalistul sovietic Lev Iașin devansându-i pe Gordon Banks și Dino Zoff.
| Poziție | Jucător             | Țara (perioada)               | Voturi |
| ------- | ------------------- | ----------------------------- | ------ |
| 1       | Lev Iașin           | Uniunea Sovietică (1954–1967) | 1002   |
| 2       | Gordon Banks        | Anglia (1963–1972)            | 717    |
| 3       | Dino Zoff           | Italia (1968–1983)            | 661    |
| 4       | Sepp Maier          | Germania (1966–1979)          | 456    |
| 5       | Ricardo Zamora      | Spania (1920–1936)            | 443    |
| 6       | José Luis Chilavert | Paraguay (1989–2003)          | 373    |
| 7       | Peter Schmeichel    | Danemarca (1987–2001)         | 291    |
| 8       | Peter Shilton       | Anglia (1970–1990)            | 196    |
| 9       | František Plánička  | Cehia (1926–1938)             | 194    |
| 10      | Amadeo Carrizo      | Argentina (1954–1964)         | 192    |

## Vezi și
- Federația Internațională de Istorie și Statistică a Fotbalului
- Cel mai bun antrenor de club din lume